# Simon Okker
Simon Okker (ur. 1 czerwca 1881 w Amsterdamie, zm. 6 marca 1944 w Oświęcimiu) – szermierz reprezentujący Holandię, uczestnik olimpiady letniej z 1906 oraz letnich igrzysk olimpijskich w 1908 roku.
Okker był z pochodzenia Żydem. Zginął w obozie koncentracyjnym Auschwitz-Birkenau w 1944. 